# Râul Valea Rea, Bălăneasa
- Pentru alte râuri omonime, vedeți pagina de dezambiguizare Valea Rea.

Râul Valea Rea este un curs de apă, afluent al râului Bălăneasa. 

## Hărți
- Harta Județului Buzăului